# Underwater Moonlight
Az 1980-as Underwater Moonlight a The Soft Boys nagylemeze. Szerepel az 1001 lemez, amit hallanod kell, mielőtt meghalsz című könyvben.

## Az album dalai
| 1. | I Wanna Destroy You | Robyn Hitchcock | 2:52 |
| 2. | Kingdom of Love     | Hitchcock       | 4:10 |
| 3. | Positive Vibrations | Hitchcock       | 3:10 |
| 4. | I Got the Hots      | Hitchcock       | 4:42 |
| 5. | Insanely Jealous    | Hitchcock       | 4:15 |

| 1. | Tonight                    | Hitchcock                                        | 3:44 |
| 2. | You'll Have to Go Sideways | Hitchcock, Kimberley Rew                         | 2:57 |
| 3. | Old Pervert                | Hitchcock, Rew, Matthew Seligman, Morris Windsor | 3:52 |
| 4. | The Queen of Eyes          | Hitchcock                                        | 2:01 |
| 5. | Underwater Moonlight       | Hitchcock                                        | 4:17 |

## Közreműködők
- Robyn Hitchcock – gitár, ének, basszusgitár az Insanely Jealous-ön
- Kimberley Rew – gitár, ének, basszusgitár és szintetizátor a You'll Have To Go Sideways-en
- Matthew Seligman – basszusgitár
- Morris Windsor – dob, ének

### További zenészek
- Gerry Hale – hegedű az Insanely Jealous és Underwater Moonlight dalokon
- Andy King – szitár a Positive Vibrations dalon

## Fordítás
Ez a szócikk részben vagy egészben az Underwater Moonlight című angol Wikipédia-szócikk ezen változatának fordításán alapul.  Az eredeti cikk szerkesztőit annak laptörténete sorolja fel. Ez a jelzés csupán a megfogalmazás eredetét és a szerzői jogokat jelzi, nem szolgál a cikkben szereplő információk forrásmegjelöléseként.